# Barbara Wohlmuth
Barbara I. Wohlmuth (née en 1967) est une mathématicienne allemande spécialisée dans la résolution numérique d'équations aux dérivées partielles. Elle est titulaire de la chaire de mathématiques numériques à l'université technique de Munich.  

## Éducation et carrière
Wohlmuth obtient une maîtrise en mathématiques en 1991 à l'université Joseph-Fourier de Grenoble en France et un diplôme en 1992 à l'université technique de Munich (TUM). Elle termine son doctorat à TUM en 1995, sous la supervision de Ronald Hoppe, avec une thèse intitulée « Adaptive Multilevel-Finite-Elemente Methoden zur Lösung elliptischer Randwertprobleme »,, et obtient son habilitation en 2000 à l'université d'Augsbourg. Elle passe ensuite une année au Courant Institute of Mathematical Sciences de l'université de New York.
Elle travaille comme professeure titulaire à l'université de Stuttgart de 2001 à 2010, lorsqu'elle revient à TUM, où elle est professeure de mathématiques appliquées.
Elle a effectué des séjours en tant que professeure invitée, en France et à l'université chinoise de Hong Kong.
Elle est membre du conseil scientifique de l'Institut Weierstrass d'analyse appliquée et de stochastique et a été co-rédactrice en chef de la revue de la SIAM Journal of Scientific Computing.

## Travaux
Ses travaux portent principalement sur la résolution numérique d'équations aux dérivées partielles et la méthode des éléments finis, avec des applications à la mécanique du solide et à la mécanique non-linéaire. 

## Prix et distinctions
En 2005, l'Académie des sciences et des lettres de l'institut lombard de Milan lui décerne le prix international Giovanni Sacchi Landriani (en). Elle remporte le prix Gottfried-Wilhelm-Leibniz de la Fondation allemande pour la recherche en 2012. En 2013, elle est élue à l'Académie bavaroise des sciences.  
Elle est conférencière Emmy Noether de la Deutsche Mathematiker-Vereinigung (Société mathématique allemande) en 2014.
En 2016 elle donne une conférence plénière au Congrès européen de mathématiques à Berlin, avec une conférence intitulée « Complexity reduction techniques for the numerical solution of PDEs » et conférencière invitée sur l'analyse numérique et l'informatique scientifique au Congrès international des mathématiciens de 2018 à Rio de Janeiro.  

## Publications
- S. Nicaise, K.Witowski et B. I. Wohlmuth. An a posteriori error estimator for the Lamé equation based on equilibrated fluxes. IMA Journal of Numerical Analysis, 28, no 2, p. 331-353, 2008.